# برايان كيمب
براين بورتر كيمب (بالإنجليزية: Brian Kemp) (من مواليد 2 نوفمبر 1963)، هو سياسي أمريكي يشغل منصب الحاكم الثالث والثمانين لولاية جورجيا منذ عام 2019. ينتمي إلى الحزب الجمهوري، شغل سابقًا منصب وزير خارجية جورجيا السابع والعشرين بين عامي 2010 و2018، وعضوًا في مجلس شيوخ ولاية جورجيا من 2003 إلى 2007. يُعد كيمب أول جمهوري منذ حقبة إعادة الإعمار يُنتخب حاكمًا لجورجيا دون أن يكون ديمقراطيًا سابقًا.
تخرّج كيمب في جامعة جورجيا، وقبل دخوله معترك السياسة، أدار عددًا من المشاريع في مجالات الزراعة والخدمات المالية والعقارات. في عام 2002، انتُخب عضوًا في مجلس شيوخ الولاية، ثم ترشح عام 2006 لمنصب مفوض وزارة الزراعة في جورجيا، إلا أنه خسر في الانتخابات التمهيدية الجمهورية. وفي عام 2010، عيّنه الحاكم سوني بيرديو وزيرًا لخارجية الولاية، ثم فاز بولاية كاملة في المنصب في الانتخابات ذاتها، وأُعيد انتخابه في 2014.
في عام 2015، تعرض كيمب لانتقادات شديدة بعد حدوث تسريب لبيانات شخصية لأكثر من ستة ملايين ناخب إلى 12 جهة مختلفة. وخلال انتخابات عام 2016، كان كيمب المسؤول الوحيد على مستوى الولايات الذي رفض عرضًا من وزارة الأمن الداخلي الأمريكية لتوفير الحماية ضد تدخل روسي محتمل.
خاض كيمب سباق الانتخابات لمنصب الحاكم في عام 2018 في مواجهة مرشحة الحزب الديمقراطي ستيسي أبرامز، وأثار جدلاً واسعًا بعد رفضه الاستقالة من منصبه كوزير للخارجية أثناء الحملة الانتخابية، وهو ما اعتبره الديمقراطيون استغلالًا للسلطة. فاز كيمب في الانتخابات العامة بفارق ضئيل، ثم استقال من منصبه بعد ذلك بوقت قصير. ورفضت أبرامز الاعتراف بالهزيمة، متهمةً كيمب بـقمع أصوات الناخبين، وهو ما نفاه، وقد خلصت تقارير إعلامية وتحليلات لعلماء السياسة إلى عدم وجود أدلة على أن قمع الناخبين أثّر على نتيجة الانتخابات.
خلال ولايته الأولى كحاكم، عارض كيمب فرض ارتداء الكمامات وأوامر البقاء في المنازل خلال جائحة كوفيد-19، كما منع السلطات المحلية من تطبيق إجراءات صحية أكثر صرامة من تلك التي فرضتها الولاية. وبعد الانتخابات الرئاسية لعام 2020 في جورجيا، واجه كيمب انتقادات حادة من الرئيس دونالد ترامب بسبب تصديقه على نتائج الانتخابات التزامًا بالقانون، رغم مزاعم ترامب المتكررة ـ وغير المثبتة ـ بحدوث تزوير انتخابي. في عام 2021، وقّع كيمب على قانون نزاهة الانتخابات لعام 2021، والذي وسّع من التصويت المبكر حضورياً، وزاد من سلطة الحكومة المركزية للولاية على المسؤولين المحليين عن الانتخابات.
وفي حملته لإعادة الانتخاب عام 2022، واجه كيمب السيناتور الأمريكي السابق ديفيد بيرديو في الانتخابات التمهيدية الجمهورية، والتي فاز فيها كيمب بفارق كبير رغم دعم ترامب لبيرديو. وفي الانتخابات العامة، تفوق كيمب على ستيسي أبرامز في مواجهة انتخابية ثانية، وهذه المرة بفارق أوسع من عام 2018، وقد اعترفت أبرامز بالهزيمة في ليلة الانتخابات.